# Tau Sagittarii
Tau Sagittarii (τ Sgr) – gwiazda w gwiazdozbiorze Strzelca, odległa o 122 lata świetlne od Słońca.

## Charakterystyka
Tau Sagittarii to olbrzym reprezentujący typ widmowy K. Jego temperatura jest oceniana na 4440 kelwinów, emituje on 92 razy więcej promieniowania niż Słońce. Gwiazda ma promień 16 razy większy niż Słońce i półtora do dwóch razy większą masę. Jeżeli ośrodek międzygwiazdowy pomiędzy Ziemią a Tau Sagittarii pochłania część jej promieniowania, to gwiazda może być 20–30% jaśniejsza i mieć masę do 2,5 M☉. W jej jądrze na tym etapie ewolucji trwa stabilna synteza helu w węgiel i tlen. Gwiazda wolno rotuje, jeden jej obrót trwa do 270 dni. Szybki ruch własny (64 km/s względem Słońca) i metaliczność niższa niż Słońca (70% zawartości żelaza względem wodoru) wskazują, że gwiazda pochodzi z innej części Galaktyki.